# Aleksi Salmenperä
Aleksi Salmenperä, född 1973, är en finsk filmregissör och manusförfattare. Han är bland annat känd för filmerna Hela vägen (2004) och Jätten (2016). Han har tilldelats flera Jussistatyetter.

## Filmografi i urval
- 2004 – Hela vägen
- 2007 – Ett mansjobb
- 2010 – En dålig familj
- 2016 – Jätten
- 2020 – White wall (TV-serie)
- 2022 – Kupla